# George Cadle Price
George Cadle Price (Ciudad de Belice, Honduras Británica (hoy Belice) 15 de enero de 1919-ibíd., 19 de septiembre de 2011), fue el primer primer ministro de Belice y es considerado el arquitecto de la independencia de ese país. Nacido en la Ciudad de Belice, se inició en la política en 1947 al ser electo al Consejo local de la misma. Tres años después, el 29 de septiembre de 1950, participó como uno de los fundadores del People's United Party, partido político al que encabezó por cuatro décadas. El PUP pugnó por la independencia política y económica de la entonces colonia británica de la Honduras Británica.
En septiembre del 2000, Price se convirtió en la primera persona en recibir el más alto honor de Belice, la Orden de Héroe Nacional, por el papel prominente que jugó al encaminar su país hacia la independencia.
George Cadle Price falleció el lunes 19 de septiembre de 2011 en Ciudad de Belice, a los 92 años de edad, apenas tres días antes de celebrar el trigésimo aniversario de la independencia de su país natal. 
- Datos: Q542559
- Multimedia: George Cadle Price / Q542559